# Leopold von Dallmer
Hans Theodor Leopold Dallmer, od 1871 von Dallmer (ur. 8 listopada 1827 w Braniewie, zm. 10 stycznia 1901 w Kötzschenbroda) – pruski generał porucznik (generalleutnant).

## Życiorys

### Pochodzenie
Leopold Dallmer był synem pruskiego rotmistrza Karla Friedricha Dallmera (1787–1867) i jego żony Emilie z domu Neumann (zm. 1882).

### Kariera wojskowa
Uczęszczał do szkół kadetów w Chełmie i w Berlinie. 4 lipca 1844 został mianowany na stopień podporucznika w 1. inspekcji inżynieryjnej armii pruskiej, a miesiąc później przeniesiony do 2. oddziału pionierów. Od października 1844 do czerwca 1846 kształcił się w Zjednoczonej Szkole Artylerii i Inżynierii, po ukończeniu trafił do 1. rezerwowej kompanii inżynieryjnej w Luksemburgu. W następnych latach służył z 3. i 1. inspekcji inżynieryjnej w Grudziądzu, Królewcu i Giżycku. Następnie ukończył akademię wojenną w stopniu pierwszego porucznika (premierleutnant), potem służył w Twierdzy Szczecin. W maju 1859 został mianowany kapitanem i dowódcą 3. kompanii 2. oddziału saperów. Podczas mobilizacji podczas wojny w Sardynii Dallmer służył w VII. Korpusie Armijnym. Po krótkim powrocie do Twierdzy Królewiec został przeniesiony 9 listopad 1860 do 2. inspekcji inżynieryjnej Twierdzy Nysa. Od 7 maja 1861 dowodził 22. pułkiem piechoty. Od 2 lipca 1862 był dowódcą kompanii we wschodniopruskim pułku piechoty nr 44. Z tym oddziałem brał udział w 1866 roku w bitwach pod Trutnovem i pod Sadową podczas wojny z Austrią. Został odznaczony Orderem Orła Czerwonego IV Klasy z mieczami.
Po zawarciu pokoju w Pradze w 1866 otrzymał awans na majora i w połowie października 1867 został dowódcą batalionu fizylierów, z którym brał udział w bitwach pod Colombey, Noisseville i w oblężeniu Metzu w latach 1870/71 podczas wojny z Francją. Po upadku Twierdzy Metz na krótko objął dowództwo pułku, zanim został ciężko ranny od postrzału w prawy łokieć w bitwie pod Amiens. Przez całe późniejsze życie cierpiał z powodu tego urazu.
Odznaczony obiema klasami Krzyża Żelaznego został awansowany do stopnia podpułkownika w dniu proklamacji króla pruskiego Wilhelma I na cesarza niemieckiego i 16 sierpnia 1871 obdarzony przez cesarza Wilhelma dziedzicznym tytułem szlacheckim. 22 marca 1873 otrzymał awans na pułkownika i jednocześnie mianowanie na dowódcę 1. westfalskiego pułku piechoty (nr 13) w Münster. Po otrzymaniu Orderu Królewskiej Korony II. klasy powierzono mu 13 marca 1879 dowództwo nad pułkiem w podporządkowaniu 27. Brygady Piechoty w Düsseldorfie. 11 czerwca 1879 otrzymał awans na generała brygady (generał major) i powierzono mu dowodzenie 27. Brygadą Piechoty. Odznaczony Orderem Orła Czerwonego III. klasy z liśćmi dębu i mieczami na pierścieniu. 10 lipca 1880 przeszedł w stan spoczynku z ustawową emeryturą.
Z okazji 25. rocznicy bitwy pod Colombey cesarz awansował go w 1895 na stopień generała dywizji (generalleutnant).

### Życie osobiste
29 stycznia 1881 w Bremie poślubił Lucię Christianę Delius (ur. 1841). Małżeństwo pozostało bezdzietne.